# 澄心堂紙
澄心堂紙是五代十国南唐後主李煜所製作的宣紙，因其卓越的品質被譽为中国古代名紙。

## 概要
南唐时代李璟、李煜两代君主对文化艺術事業的發展非常熱心，特别是後主李煜治下，文化藝術發展兴盛发達至巔峰。中国历史上被称为文房四宝的纸、笔、墨、硯就是在这样的時代背景下被創造出来的。
四件中的紙是李煜执政期间所修造的建筑物澄心堂来冠名的“澄心堂紙”。
后来的書法家对这种纸的最高评价是“肤如卵膜，坚洁如玉，细薄光润，冠于一时”。
澄心堂纸品質极好，但传世极少。北宋的書法家蔡襄试图复原，但是没有成功。